# Кайсанов, Данияр Алибекович
Данияр Алибекович Кайсанов (каз. Данияр Әлібекұлы Қайсанов; род. 18 июля 1993) — казахстанский борец вольного стиля, призер чемпионата мира, чемпион и призёр чемпионатов Азии и Азиатских игр, участник Олимпийских игр в Токио.

## Биография
Родился в 1993 году. В 2018 году стал бронзовым призёром чемпионата Азии и серебряным призёром Азиатских игр. В 2019 году стал чемпионом Азии. На чемпионате мира 2019 года занял 3-е место. В 2020 году стал 2-кратным Чемпионом Азии.